# Theriodictis platensis
Theriodictis platensis es la única especie integrante del género Theriodictis, un cánido extinto de gran tamaño que vivió en América del Sur durante el Pleistoceno, de 1 Ma a 10.000 años atrás.

## Taxonomía
Theriodictis platensis fue descrito por Mercerat en el año 1891. 

## Distribución
Sus restos fósiles se limitan al centro-este de América del Sur, mayormente en la Argentina, aunque cuenta con un registro en playas de Río Grande del Sur, en el extremo sur del Brasil.

## Hábitat y comportamiento
Theriodictis platensis habitaba en praderas de América del Sur a finales del Pleistoceno. Los análisis paleocológicos, sobre la base del estudio de índices morfométricos y variables cualitativas, indican que fue un taxón de hábitos hipercarnívoros, y que perseguían activamente y capturaban mamíferos de mediano a gran porte con una masa de entre 50 y 300 kg. Deben haber depredado principalmente a los numerosos cérvidos, caballos, camélidos, y pecaríes que habitaban en esas regiones de América del Sur durante ese periodo. Tal vez también incluso capturaron a ejemplares jóvenes de especies de mayor tamaño. Estudios paleocológicos de la fauna del tramo final del Lujanense relacionan la extinción de varios mamíferos con tamaños mayores a los 100 kg y la desaparición de este gran cánido hipercarnívoro.

## Características

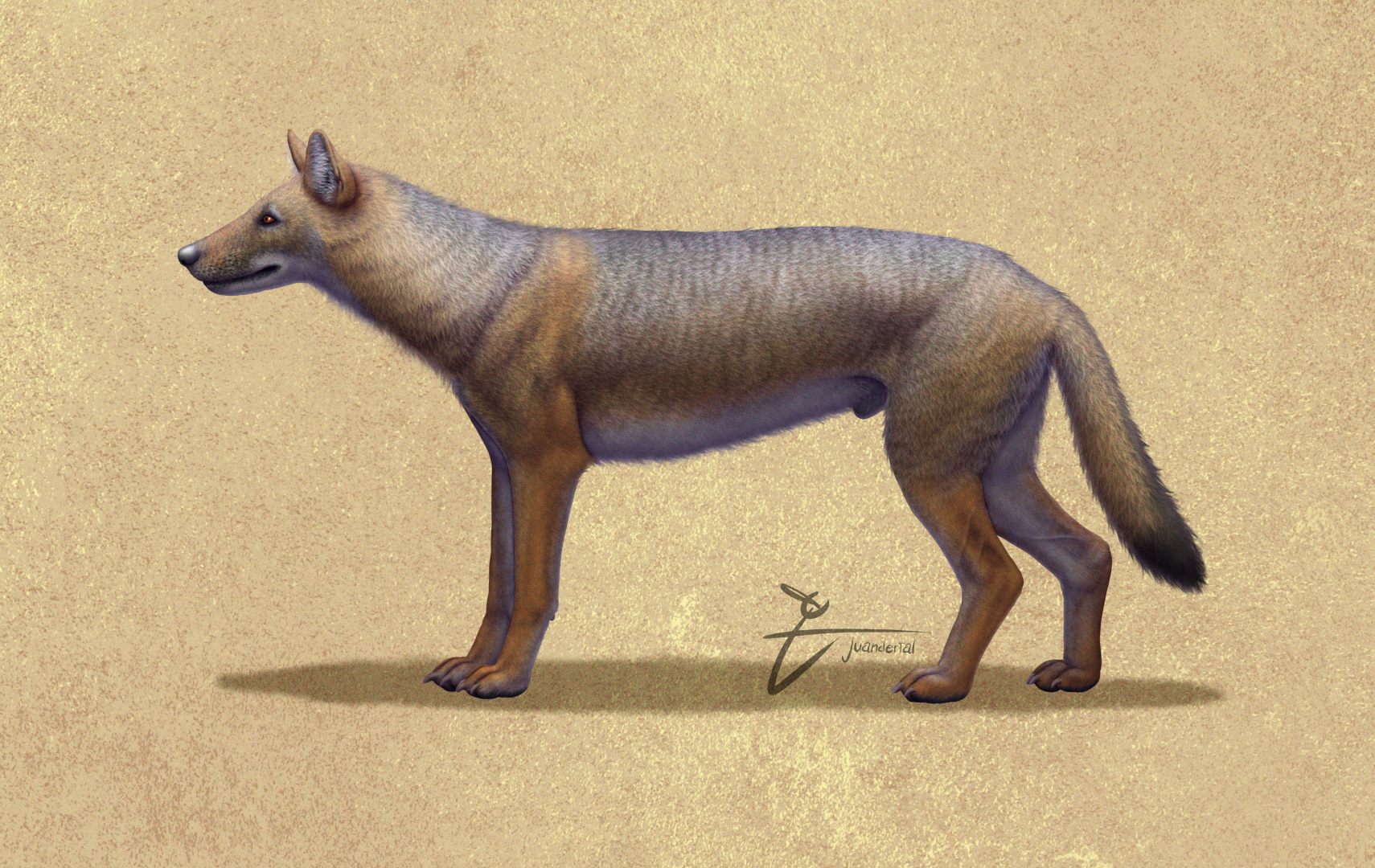
Reconstrucción en vida

Se trata de un cánido grande; se estimaron pesos para los ejemplares adultos de Theriodictis platensis en el orden de los 30 a 40 kg. La característica diagnóstica dentaria radica en el hipocono de M1 que es reducido en comparación con el de otros géneros.

## Relaciones filogenéticas
El análisis filogenético corroboró la inclusión Theriodictis en el clado de los cánidos sudamericanos, junto con los géneros: Speothos, Chrysocyon, y Protocyon; con este último forma un grupo monofilético.
Theriodictis tarijensis era otra especie que había sido referida a este género, pero fue transferida a Protocyon: Protocyon tarijensis.